# Fanfare Aurora, Baexem
Fanfare Aurora, Baexem is een fanfareorkest uit Baexem, nu deelgemeente van Leudal, dat opgericht werd in 1886.

## Geschiedenis
Op 21 mei 1881 richtte koster Joseph Cuypers een zangvereniging op, die in 1886 ook als harmonie verderging. Onderwijzer Chris Pleunis nam in 1888 de muzikale leiding over. Als fanfare deed het korps op 25 juli 1920 voor de eerste keer mee aan een concours in Weert, in de vierde afdeling en won de tweede prijs. In 1891 zelfs in Hoensbroek in de derde afdeling een eerste prijs. Dat ging zo door in de volgende jaren. Uiteindelijk werden op het bondsconcours in Horn op 9 oktober 1983 zoveel punten behaald, dat promotie naar de Ere-afdeling volgde. Op 28 januari 1984 veroverde Aurora te Someren, onder leiding van P. Koolen, het landskampioenschap en de blauwe wimpel in de afdeling Uitmuntendheid.
Het 100-jarig bestaan van de fanfare werd gehouden van 15 t/m 24 augustus 1986.
Op 23 oktober 1988 werd in Susteren onder leiding van H. Cober een eerste prijs met promotie naar de Superieure afdeling gehaald. Maar het muzikale hoogtepunt in het 110-jarig bestaan (1996) werd bereikt op 10 juli 1993 op het Wereld Muziek Concours in Kerkrade. Hier behaalde Aurora in de Superieure afdeling een eerste prijs met onderscheiding van de jury.
De fanfare staat tegenwoordig onder leiding van Mark Prils. De Jeugdfanfare staat onder leiding van Ivo Allers uit Roermond.